# Plebiscyt Przeglądu Sportowego 1995
61. Plebiscyt Przeglądu Sportowego na najlepszego sportowca Polski zorganizowano w 1995 roku.

## Wyniki
1. Paweł Nastula – judo (1 132 553 pkt.)
2. Piotr Markiewicz – kajakarstwo (934 308)
3. Tomasz Sikora – biathlon (855 873)
4. Włodzimierz Zawadzki – zapasy (821 077)
5. Artur Partyka – lekkoatletyka (444 347)
6. Joanna Jakimiuk – szermierka (437 941)
7. Krzysztof Kołomański i Michał Staniszewski – kajakarstwo górskie (433 869)
8. Tomasz Borowski – boks (426 427)
9. Robert Ciba – boks (422 138)
10. Dorota Idzi – pięciobój nowoczesny (412 442)